# 65 (филм)
„65“ е американски научнофантастичен филм от 2023 г., режисиран от Скот Бек и Брайън Удс, които са сценаристи и продуценти на филма. Във филма участват Адам Драйвър, Ариана Грийнблат и Клоуи Колман. Филмът е копродукция между „Кълъмбия Пикчърс“, „Рейми Продъкшънс“ и Бек/Удс.
Премиерата на филма е на Съединените щати на 10 март 2023 г. от „Сони Пикчърс Релийзинг“.

## Актьорски състав
- Адам Драйвър – Милс
- Ариана Грийнблат – Коа
- Клоуи Колман – Невине
- Ника Кинг – Аля

## Продукция
През септември 2020 г. Адам Драйвър се подписва да участва във филма, за да бъде продуциран, написан и режисиран от Скот Бек и Брайън Удс; докато Сам Рейми копродуцира със Зайнаб Азизи и Деби Лийбинг. Два месеца по-късно, Ариана Грийнблат се присъедини към състава. През декември 2020 г. Клоуи Колман се присъедини към състава.
Снимките започват на 16 ноември 2020 г. в Ню Орлиънс.

## Музика
През февруари 2021 г. е обявено, че Дани Елфман е композирал музиката за филма. Елфман сътрудничи с Рейми в неговите проекти като режисьор – „Даркман“ (1990), „План без грешка“ (1998), „Спайдър-Мен“ (2002), „Спайдър-Мен 2“ (2004), „Спайдър-Мен 3“ (2007), „Оз: Великият и могъщият“ (2013) и „Доктор Стрейндж в мултивселената на лудостта“ (2022).

## Излизане
Филмът излиза по кината в Съединените щати на 10 март 2023 г. от „Сони Пикчърс Релийзинг“. Филмът е предишно насрочен да излезе на 13 май 2022 г., 29 април 2022 г., 14 април 2023 г. и 28 април 2023 г.

## В България
В България филмът ще е пуснат по кината на 17 март 2023 г. от „Александра Филмс“.